# Bissell Cycling/2012
Deze pagina geeft een overzicht van de Bissell Pro Cycling wielerploeg in 2012.

## Algemeen
Sponsor: Bissell
Algemeen manager: Glen Mitchell
Ploegleider: Omer Kem
Nationaliteit: USA
Competitie: UCI America Tour
Classificatie: Continental Team

## Renners
| Naam                | Geboortedatum | Nationaliteit    | Ploeg in 2011       |
| ------------------- | ------------- | ---------------- | ------------------- |
| Andy Baker          | 30-09-1989    | Verenigde Staten |                     |
| Christopher Baldwin | 15-10-1975    | Verenigde Staten |                     |
| Chris Barton        | 07-06-1988    | Verenigde Staten | BMC Racing Team     |
| Patrick Bevin       | 02-05-1991    | Nieuw-Zeeland    |                     |
| Andrew Dahlheim     | 09-06-1988    | Verenigde Staten |                     |
| Ben Jacques-Maynes  | 22-09-1978    | Verenigde Staten |                     |
| Carter Jones        | 27-02-1989    | Verenigde Staten | Trek-Livestrong U23 |
| Chase Pinkham       | 28-10-1990    | Verenigde Staten |                     |
| Frank Pipp          | 22-05-1977    | Verenigde Staten |                     |
| Jeremy Vennell      | 30-10-1978    | Nieuw-Zeeland    |                     |
| Eric Young          | 26-02-1989    | Verenigde Staten |                     |

## Belangrijke overwinningen
Ronde van de Gila
2e etappe: Eric Young
Univest GP
Winnaar: Patrick Bevin
2005 · 2006 · 2007 · 2008 · 2009 · 2010 · 2011 · 2012